# 위치토족

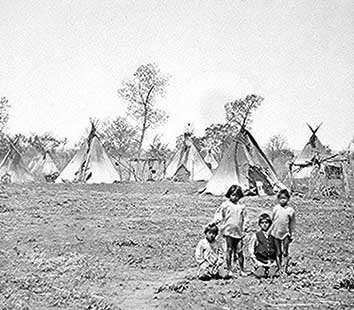
1904년.

위치토족(영어: Wichita)은 아메리카 원주민 농경 부족이다. 주로 옥수수를 심었고 물물교환을 통해 페미컨, 들소 가죽 등 부족한 물자를 보충했으며 19세기 미국 남부에서 가장 인구가 많은 부족이었다.

## 같이 보기
- 아파치족
- 캐도족
- 코만치족